# Generální ředitelství pro regionální a městskou politiku
Generální ředitelství pro regionální a městskou politiku (DG REGIO) je generálním ředitelstvím Evropské komise.
Generální ředitelství pro regionální a městskou politiku odpovídá za opatření Evropské unie na pomoc hospodářskému a sociálnímu rozvoji znevýhodněných regionů Evropské unie podle článků 158 a 160 Římské smlouvy.

## Nástroje - Fondy
- Evropský fond pro regionální rozvoj (ERDF)
- Fondy Evropské unie
- Nástroj pro předvstupní strukturální politiky (ISPA)
- Fond solidarity EU